# Universo de Harry Potter
El universo de Harry Potter (establecido en la serie de libros y en el cual también se basó el universo cinematográfico del Mundo Mágico) comprende dos sociedades distintas: el mundo mágico y el mundo muggle. El mundo muggle es el nombre que la saga le da al mundo habitado por la mayoría no mágica, mundo con el que el mágico existe coextensivamente, aunque en su mayor parte permanece oculto a los no mágicos 'muggles'. La trama de la serie transcurre en Gran Bretaña en la década de 1990, pero en una sociedad encubierta y separada dentro de la cual la magia es real, y aquellos que pueden usarla viven en un aislamiento autoimpuesto, escondiendo sus habilidades del resto del mundo. El término 'mundo mágico' se refiere a la comunidad global de magos que vive escondida paralelamente con el mundo muggle; los diferentes términos se refieren a diferentes comunidades dentro del mismo área más que a planetas o mundos separados.

## Alimentos y bebidas
Los siguientes son alimentos y bebidas únicas en el mundo mágico.

### Cerveza de mantequilla
La cerveza de mantequilla es la bebida favorita de los magos más jóvenes por ejemplo Harry Potter, Ron Weasley y Hermione Granger. Harry aparece por primera vez con esta bebida en el prisionero de Azkaban. Aunque los elfos domésticos pueden quedar intoxicados con la cerveza de mantequilla, la cantidad de alcohol que tiene la cerveza de mantequilla tiene un efecto insignificante en las brujas y los magos. J. K. Rowling dijo en su entrevista para la revista Bon Appétit que ella la imagina que «sabe un poco como un butterscotch menos empalagoso.» La cerveza de mantequilla puede servirse fría o caliente pero de todos modos provoca una sensación de calor.
La cerveza de mantequilla era una bebida real, la primera referencia a la cerveza de manteca es de The Good Huswifes Handmaide for the Kitchin, publicada en Londres en el 1588 d. C., hecha de cerveza, azúcar, huevos, nuez moscada, clavo y mantequilla en la época de los Tudor. Otra antigua receta para la cerveza de mantequilla , publicada por Robert May en 1664 d. C. en su libro de recetas The Accomplisht Cook, requiere que se agregue raíz de regaliz y granos de anís. El famoso chef británico Heston Blumenthal recreó la bebida para su show Heston's Tudor Feast.
Se anunció en abril de 2010 que en el parque temático The Wizarding World of Harry Potter en Universal Orlando Resort se vende una bebida llamada cerveza de mantequilla. La bebida también se vende en The World of Harry Potter Studios en Watford, Inglaterra. Tiene un sabor dulce y no tiene alcohol. Fue degustada por J. K. Rowling misma. De acuerdo con Neil Genzlinger, un redactor personal en la recepción cultural de The New York Times, la bebida «es indistinguible de una soda de crema de buena calidad.»

### Dulces mágicos
En la serie se refieren a miles de dulces; varios tienen un efecto secundario bizarro o violento, especialmente aquellos creados por Fred y George Weasley. La mayoría de los dulces pueden encontrarse en la tienda de dulces Honeydukes. Dumbledore parece un aficionado a estos y normalmente usa sus nombres como contraseñas.
Las ranas de chocolate son, como el nombre sugiere, ranas hechas de chocolate, y son dulces mágicos muy populares. Cada una viene con una tarjeta coleccionable que exhibe una imagen mágica y una pequeña biografía de una bruja o un mago famoso de la era medieval o moderna. Entre las tarjetas nombradas en la serie Harry Potter se encuentran: Merlín, Dumbledore, Nicolas Flamel, Godric Gryffindor, Helga Hufflepuff, Rowena Ravenclaw, Salazar Slytherin, Agripa, Ptolomeo, Morgana, Hengist de Woodcroft, Alberic Grunnion, Circe, Paracelso, Druidess Cliodna, Crospin Conk, Bertie Bott, Felix Summerbee, Cassandra Vablatsky e Ignatia Wildsmith. De acuerdo con un webchat con la autora, Harry y sus amigos finalmente aparecen en una serie de tarjetas de ranas de chocolate; Ron llamándolo «su mejor momento».
Algunos de los dulces mágicos más notables como las grageas de todos los sabores, surtidos saltaclases y tarros de cucarachas se han manufacturado en la vida real, principalmente por la compañía de dulces Jelly Belly. Esta fábrica de golosinas ha producido versiones reales de grageas de todos los sabores que han entrado y salido del mercado a partir de 2001. Aparte de algunos sabores 'regulares', la compañía también produce varios sabores 'inusuales' mencionados en los libros. Entre los otros gustos se encuentran tocino, suciedad, gusano, cera de oído, vómito, huevo podrido, salchicha, pepinillo, tostadas, pasto y jabón. En la actualidad tales grageas se pueden adquirir, bien confeccionadas, o bien mediante una selección manual (tan solo en algunas tiendas). Una vez adquiridos estos paquetes de caramelos con posibles sabores raros, la moda pasa por retarse unos a otros a comer tales grageas, a modo de ruleta rusa de sabores: quien acepte el reto debe comer el caramelo sí o sí, exponiéndose a un sabor de limón o sandía, así como de vómito o cucaracha. Las grageas de Harry Potter se suelen encontrar en grandes establecimientos, aunque lo más fácil es adquirirlas online, en internet.
Una descripción de Honeydukes en el tercer libro dice que la tienda vende dulces como helado de coco, ratones de helado (que hace rechinar y castañetear los dientes), brujas fritas, diablillos negros de pimienta (que hacen echar humo por la boca), plumas de azúcar, tarros de cucarachas, Droobles, el mejor chicle para hacer globos (que podía llenar una habitación de globos de color jacinto que tardaban días en estallar), crema de menta en forma de sapo (que salta en el estómago), bombones explosivos, babosas de gelatina, píldoras ácidas y chupetines con sabor a sangre.

### Hidromiel
El hidromiel es una bebida vendida en el universo Harry Potter. La profesora McGonagall la toma en El prisionero de Azkaban. Según el diccionario de la Real Academia, el hidromiel, existe también en el mundo real, es «agua mezclada con miel».

### Zumo de calabaza
El zumo de calabaza es una bebida fría favorita del mundo mágico y entre los estudiantes de Hogwarts. Se toma en toda ocasión, como en el desayuno, el almuerzo, las fiestas y otras ocasiones. Parece tener el mismo papel que el zumo de naranja tiene para los muggles.
El zumo de calabaza es fácil de conseguir, y puede comprarse en el Expreso de Hogwarts. En la cuarta película, Severus Snape le dice a Harry que él podría verter un poco de Veritaserum en su zumo de calabaza cuando cree que Harry ha robado algunos ingredientes para pociones de Snape. Antes de un partido de Quidditch en la sexta película, Ron Weasley piensa que Harry había puesto felix felicis en su zumo para ayudarlo a jugar mejor.
El zumo de calabaza es una de las varias bebidas especiales hechas para el parque temático The Wizarding World of Harry Potter en Universal Orlando Resort (junto con la cerveza de mantequilla, véase más arriba). De acuerdo con un avance de Neil Genzlinger para The New York Times, «el zumo de calabaza (en una linda botella con tapa de calabaza) es mucho más interesante [que la cerveza de manteca del parque], quizá porque el contenido real de calabaza parece mínimo — es más como una sidra de manzana peleona con un poco de calabaza dentro».

### Whisky de fuego
El whisky de fuego es un tipo de alcohol que los magos menores de diecisiete años tienen prohibido tomar; sin embargo, esta regla no siempre es respetada. Se describe que el whisky de fuego quema la lengua del que lo consume.
Puede verse como un whisky muy fuerte, y para todos los fines es usado como tal. Los personajes lo toman en el último libro cuando Ojoloco muere en vuelo, para sobrellevar la conmoción y brindar por su vida. Hagrid también lo toma, aunque en cantidades mucho más grandes.

## Animales y plantas

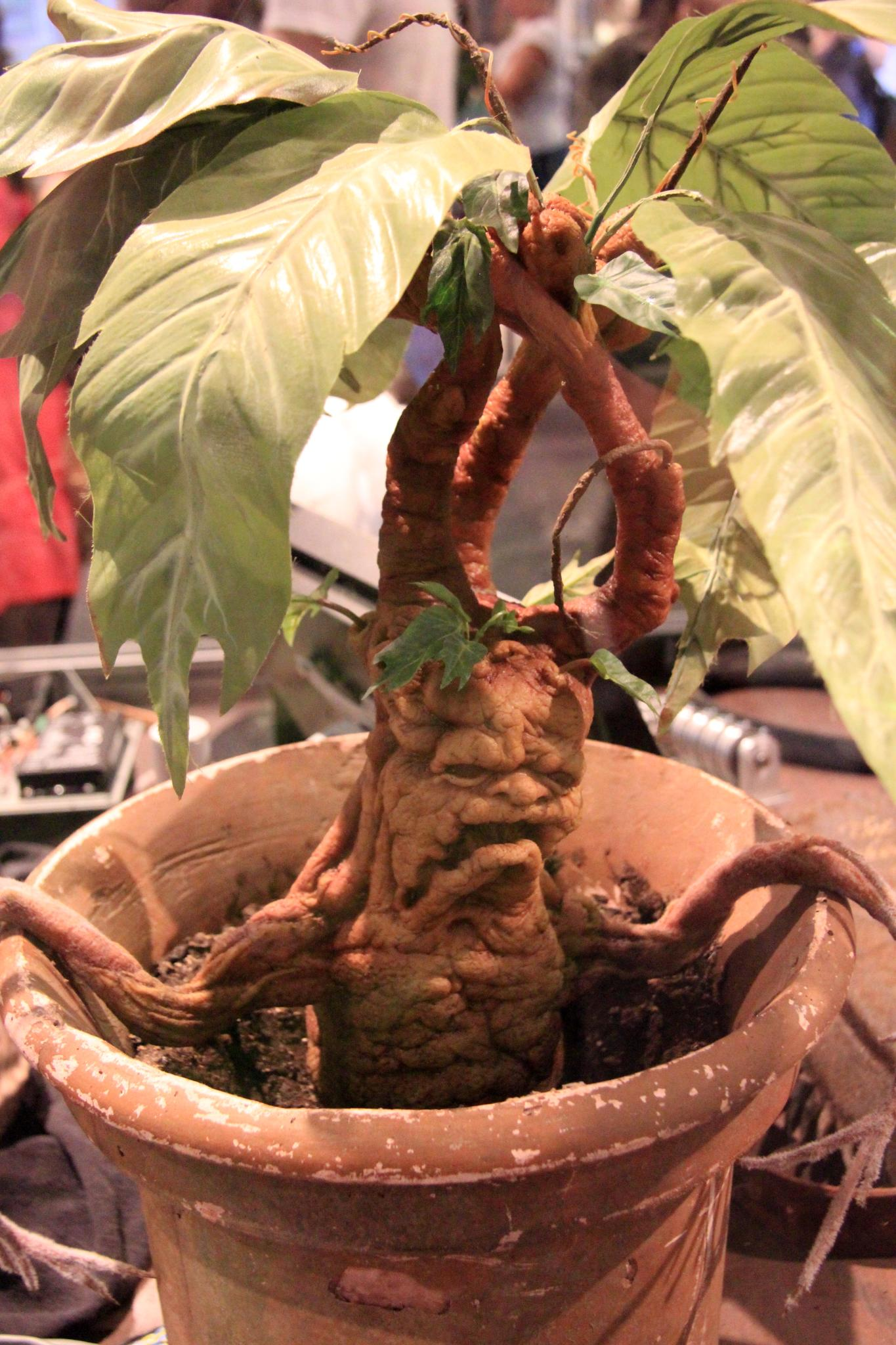
Mandrágora. Warner Bros. Studio Tour: La creación de Harry Potter.

El mundo mágico es el hogar de varias criaturas y plantas mágicas, algunas de las cuales proceden del folclore y la mitología. Gigantes, dragones, unicornios, boggarts y duendes juegan papeles en la serie, mientrastambién aparecen en él varias plantas a las que por mucho tiempo se atribuyeron propiedades mágicas, como la mandrágora, el acónito, el asfódelo y el ajenjo. Dentro de la historia, se presume que estas criaturas y sus propiedades mágicas son reales, pero han estado escondidasdel mundo no mágico durante siglos  por los esfuerzos de los magos, al punto de desaparecer del folclore. En Hogwarts, se permiten algunos tipos de mascotas: gatos, lechuzas, ratas y sapos. J. K. Rowling escribió un libro spin-off sobre las criaturas mágicas para complementar las novelas de Harry Potter, titulado Animales fantásticos y dónde encontrarlos.

## Comunicaciones
Hay varios métodos de comunicación mágicos disponibles en el mundo mágico:

### Lechuzas
De lejos el método de comunicación más popular es a través de lechuzas. Las lechuzas son usadas para transporte de paquetes, con múltiples lechuzas que actúan en concierto para los más pesados; para enviar mensajes; para llevar periódicos; y para actuar como sustitutos del correo del mundo muggle. Si una lechuza lleva algo como un periódico, el receptor coloca el pago en una bolsita atada a la pata de la lechuza. Pero las lechuzas no son las únicas aves mensajeras; Sirius Black usa un pájaro tropical, probablemente un guacamayo, en una ocasión. El Ministerio de Magia regula el correo de lechuzas.
Cómo hacen las lechuzas para encontrar a los destinatarios de las cartas que llevan no se dice específicamente. En alguna circunstancia, las cartas tienen direcciones extremadamente explícitas para ellas (especificando habitaciones o localizaciones dentro de un edificio). Otras veces, no se mencionan direcciones y simplemente se le dice a la lechuza a quién llevársela. El Ministerio de Magia usaba lechuzas para llevar correo interno dentro del edificio del Ministerio, pero de acuerdo con el Sr. Weasley, el desastre era increíble, así que las notas encantadas, que vuelan a lo largo del edificio como aviones de papel, reemplazaron a las lechuzas.
Además, aunque se retrata que las lechuzas vuelan directamente al receptor de su paquete, se implica que el tráfico de lechuzas puede ser monitoreado e incluso interrumpido. Hay varias referencias a que las lechuzas están siendo vigiladas y Harry usa lechuzas diferentes para comunicarse con Sirius ya que su lechuza nevada, Hedwig, podría atraer demasiada atención. En una ocasión Hedwig resulta herida tras ser buscada e interceptada (probablemente por Umbridge).

### Memorándum interdepartamentales
Los aviones de papel voladores, llamados memorándum interdepartamentales, se usan dentro del Ministerio de Magia. En la Orden del Fénix, cuando Arthur Weasley lleva a Harry al Ministerio de Magia, el Sr. Weasley le explica que estos reemplazaron a las lechuzas para reducir el desastre. Son de un color violeta pálido con un sello de «Ministerio de Magia» estampado en el borde de las alas.

### Métodos de comunicación tenebrosos
Lord Voldemort usa un método de comunicación llamado la Marca Tenebrosa, que es como una quemadura o tatuaje grabado en el interior de los antebrazos de los mortífagos. Cuando la marca es presionada, se hace contacto con otros mortífagos y Voldemort mismo.
Aquellos que siguen a Voldemort consideran a la Marca Tenebrosa de gran importancia, y mientras algunas personas tienen la suficiente 'suerte' de tener una, el privilegio se reduce a aquellos de sangre pura. Se dice que a Fenrir Greyback (un hombre lobo) no se le permite tener una Marca Tenebrosa, lo que puede asumirse ya que no es un mago real.
Hermione usa los principios de la Marca Tenebrosa en la Orden del Fénix. En vez de quemar/grabar el mensaje sobre la piel de los miembros del Ejército de Dumbledore, ella usa Galleons falsos que se imitan entre ellos y tienen mensajes en el borde. Más tarde Draco Malfoy y Madame Rosmerta, que estaba bajo el maleficio imperius, usaron Galleons para contactarse.

### Patronus
Un patronus también puede ser usado para la comunicación por brujas y magos expertos. Dumbledore ideó un método de usar los Patronus para llevar mensajes de voz, poniendo esto al uso exclusivo de la Orden del Fénix. El Patronus de Harry es un ciervo (al igual que la forma animaga de su padre, James Potter), el de Hermione es una nutria, el de Ron es un perro Jack Russell terrier y el de Snape y Lily son ambos una cierva. El patronus de base también es una forma de encantamiento para combatir contra los Dementores, que les rechazaría con la felicidad, la esperanza y el deseo.

## Economía

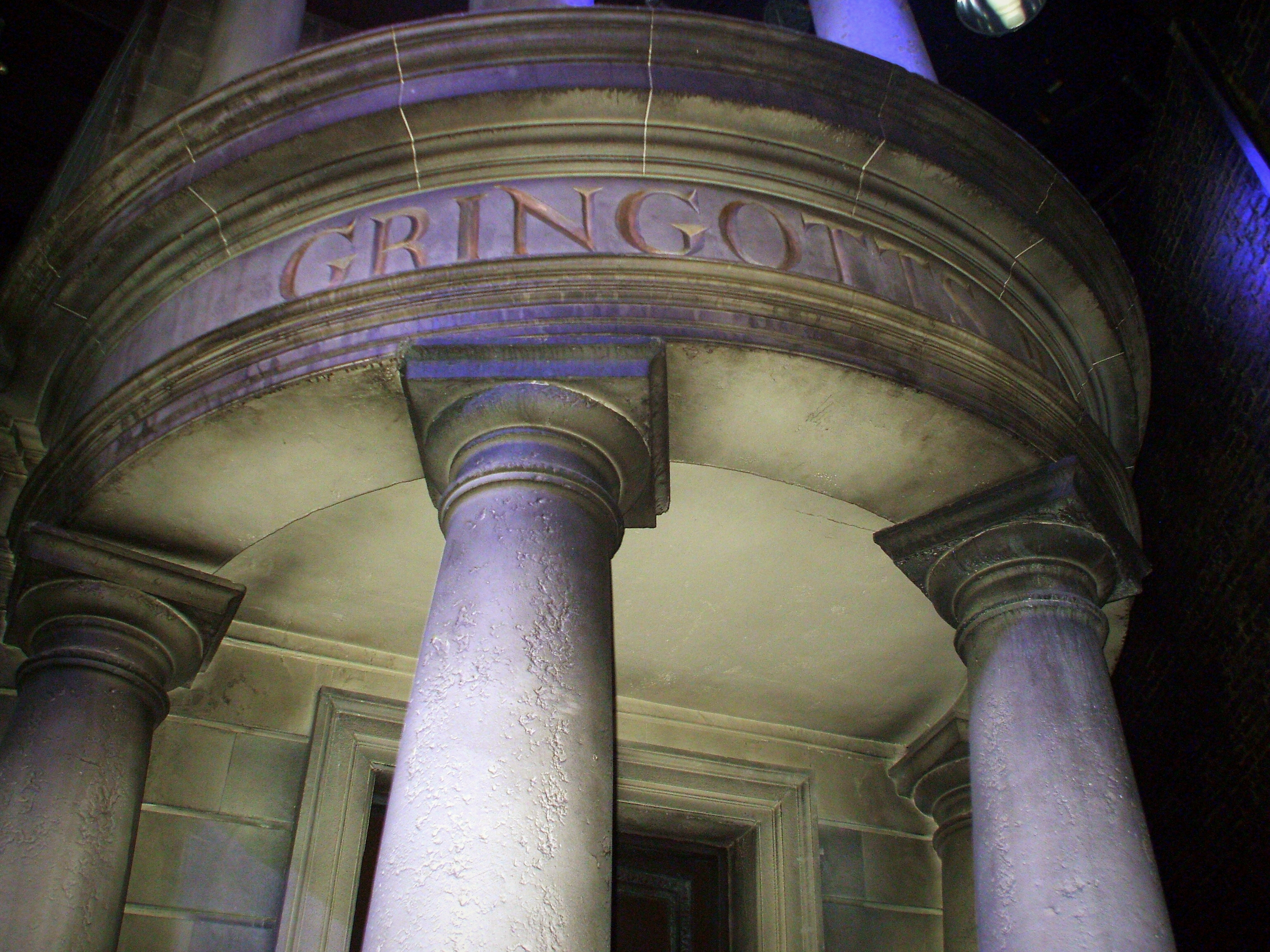
Frente de Gringotts.

Los magos del Reino Unido usan un sistema monetario ficticio que usa solo monedas como unidades de cuenta. Está basado en tres tipos de moneda; en orden de valor decreciente, el galeón de oro, el sickle de plata y el knut de bronce. Los bancos de magos proporcionan servicio de cambios de monedas para los que tienen dinero muggle. El único banco visto en la serie es Gringotts, que está localizado en el callejón Diagon (Diagon Aley) en Londres y tiene cientos de bóvedas. En estas bóvedas, una persona puede guardar cualquier cosa que quiera (como una caja fuerte). Hagrid indica que los magos tienen «solo uno», refiriéndose a los bancos.

### Monedas

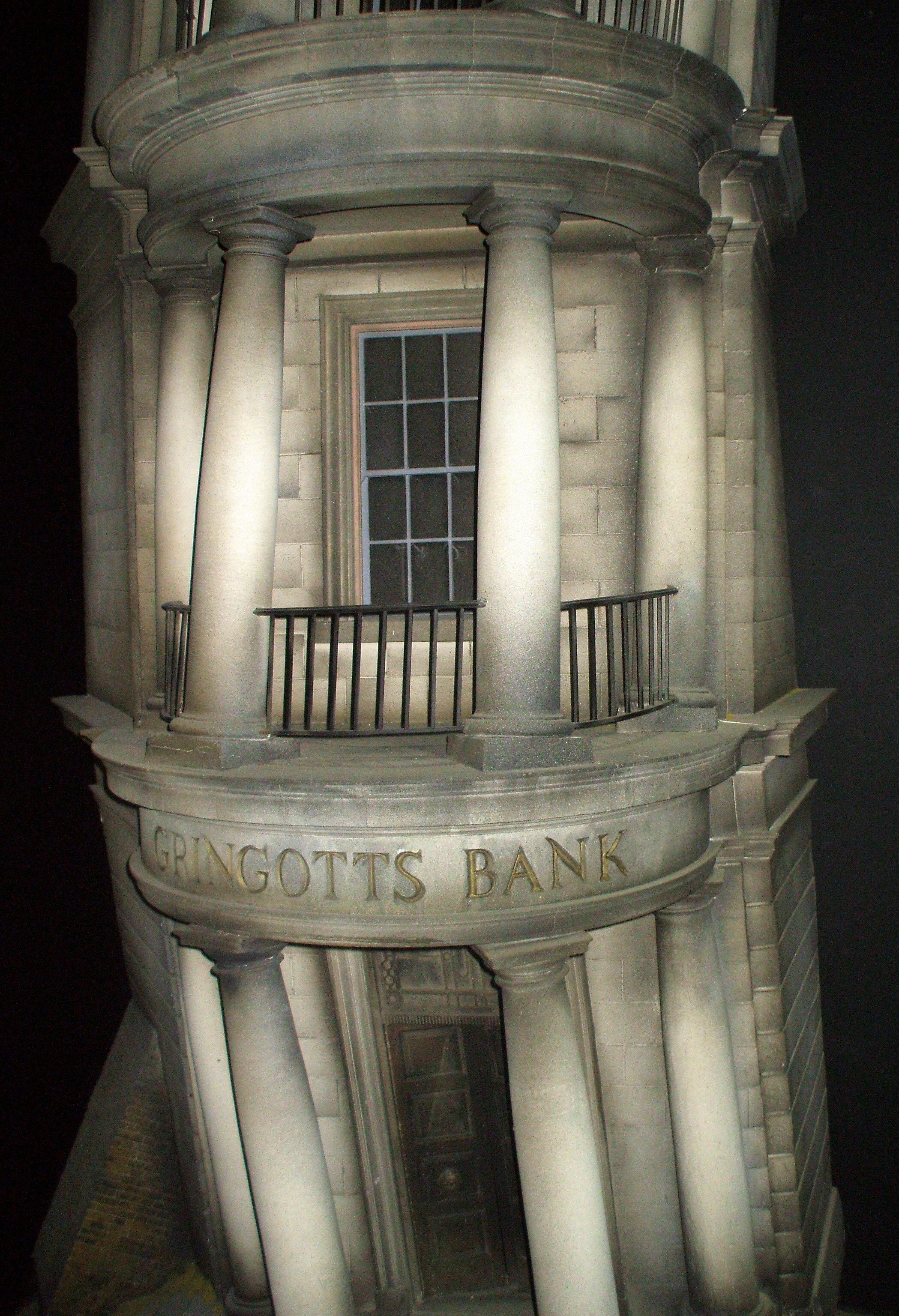
Gringotts, el banco de los magos, en el callejón Diagon.

El galeón es la moneda más grande y valiosa en el sistema monetario mágico británico. Es de oro, redonda y más grande que las otras dos monedas.
Alrededor del borde del galeón está inscrito al menos un número de serie, que identifica al duende responsable de acuñar la moneda. En La Orden del Fénix, Hermione realiza un encantamiento proteico sobre unos galeones falsos para mostrar la fecha y hora de la siguiente reunión del Ejército de Dumbledore en vez del número de serie.
Como se explica en la piedra filosofal, se necesitan 17 sickles de plata para llegar a un galeón de oro, y 29 knuts de bronce para llegar a un sickle.
De acuerdo con Pottermore, los magos nunca cambiaron sus unidades de medida (es decir, pies a metros, onzas a gramos, galeones a libras, etc.), ya que pueden hacer los cálculos con magia, y las conversiones de números tan extrañas no les molestan.

### Tasa de cambio
| Un knut              | Un sickle           | Un galeón  |
| -------------------- | ------------------- | ---------- |
| 1 knut               | 29 knuts            | 493 knuts  |
| 0.03448... sickles   | 1 sickle            | 17 sickles |
| 0.002028... galeones | 0.05882... galeones | 1 galeón   |

En una entrevista de 2001, J. K. Rowling dijo que un galeón valía aproximadamente cinco £ (es decir, 7,50 USD o 5,50 €), aunque «la tasa de cambio varía».
En el libro Animales fantásticos y dónde encontrarlos, se dice que los 174 millones de libras recaudados para caridad son equivalentes a 34,000,872 galeones, 14 sickles y 7 knuts (la cifra es redondeada a «unos treinta y cuatro millones de galeones» en Quidditch a través de los tiempos). Esto significa que 5,12 £ son iguales a 1 galeón. Sin embargo, el precio de cubierta del libro es de 2,50 £ (3,99 USD), o «14 sickles y 3 knuts», lo que implica a su vez una tasa de cambio de 3,01 £ por galeón o un 41% de descuento a los compradores muggles.

## Educación

### Antes de Hogwarts
Parece no haber una educación preescolar oficial; aparentemente, los padres magos educan en casa a sus hijos en temas básicos no mágicos, como la alfabetización y la aritmética. Los magos nacidos de muggles, sin embargo, claramente experimentan una educación primaria muggle ordinaria antes de inscribirse en Hogwarts, algo que podría verse como un límite cognitivo o como una desventaja. También hay leyes educacionales opcionales en el mundo mágico británico. Los padres deben continuar educando en casa a sus hijos, enviarlos a Hogwarts o enviarlos a otras escuelas mágicas. Sin embargo, durante el período en que Voldemort se apoderó del Ministerio de Magia, asistir a Hogwarts era obligatorio, así sus seguidores podrían tener control total sobre la juventud de magos.

### Después de Hogwarts
Luego de finalizar la educación en Hogwarts, no hay una educación terciara estándar, y no hay universidades mágicas. Los estudiantes exitosos de Hogwarts son considerados listos para trabajar como adultos, aunque algunas profesiones mágicas requieren programas de entrenamiento especiales de años de duración después de graduarse de Hogwarts. Estos incluyen las profesiones de Auror y sanador (el médico de los magos). A veces, los jóvenes viajan alrededor del mundo para «observar a magos y brujas extranjeros» tras su graduación para completar su educación. En Las reliquias de la muerte, Elphias Doge describe cómo sus planes de viajar por el mundo con su amigo Dumbledore se vieron interrumpidos por la muerte de la madre de este último. De igual modo, el profesor Quirrell se tomó un tiempo libre para adquirir experiencia de primera mano tras una celebrada trayectoria académica.

### Tribunal de Exámenes Mágicos
El Tribunal de Exámenes Mágicos es una organización responsable de examinar a los estudiantes en su quinto y séptimo años tomándoles los exámenes TIMO y EXTASIS. Estos se relacionan con los exámenes internacionales muggles GCSE y A-level en escuelas británicas, o los exámenes SAT en las escuelas estadounidenses. La jefa del Tribunal, Griselda Marchbanks, es una vieja bruja que examinó a un Dumbledore de diecisiete años en sus EXTASIS.

### Escuelas extranjeras conocidas
- Academia de Magia Beauxbatons, en Francia.
- Instituto Durmstrang de Magia, en Bulgaria.
- Mahoutokoro, en Minami Iwo Jima, Japón.
- Castelobruxo, en la selva Brasileña.
- Uagadou, en las Montañas de la Luna, África.
- Ilvermorny, en la Costa este de los Estados Unidos.

### Otras escuelas
- Academia Mágica de Arte Dramático (AMAD)[7]

## Fundamentos
Toda la serie Harry Potter transcurre desde 1991 a 1998 aparte del primer capítulo del primer libro, que transcurre el 1 de noviembre de 1981, y el epílogo del séptimo libro, que transcurre el 1 de septiembre de 2017. La descripción del mundo mágico se centra en la magia, que no solo incluye objetos como varitas, sino que es representada como una habilidad innata. También se centra en la separación del mundo mágico del mundo muggle. A pesar de ser un talento inherente, la magia es perfeccionado a través del estudio y el entrenamiento en un arte.
Una gran cantidad de esfuerzo se dedica a evitar que los muggles sepan sobre la magia. Originalmente los dos mundos coexistían, sin embargo la persecución de aquellos con magia hizo que las Leyes Mágicas hayan sido establecidas a lo largo de los siglos, diseñadas para mantener la existencia del mundo mágico oculto de los muggles, siendo el primero y más importante el Estatuto Internacional del Secreto de los Brujos de 1692. Encantar artefactos muggle está prohibido; los magos menores de edad tiene prohibido usar magia fuera de la escuela; cualquier revelación deliberada de habilidad mágica a la comunidad muggle debe ser castigada, aunque se hacen excepciones por el uso de magia en presencia de un muggle si el mago o la bruja actúa en defensa propia o en defensa de otro. Estas leyes son impuestas por el Ministerio de Magia, mientras un brazo especial de él, los Desmemorizadores, tiene el trabajo de asegurarse de que los muggles que han visto a la magia en acción serán dejados sin recuerdos inconvenientes. Entre las excepciones al secreto se encuentran los muggles relativos a los magos y los más altos líderes políticos, como el primer ministro del Reino Unido.
Algunos aspectos del mundo mágico son mostrados como menos modernos que los del mundo no mágico, a veces aún pasados de moda o extraños. El desarrollo tecnológico del mundo mágico está substancialmente detrás de los de su equivalente muggle —las lechuzas, por ejemplo, son una manera más incómoda y lenta de enviar mensajes que simples llamadas telefónicas. Por otro lado, una lechuza puede ser enviada para dejar un mensaje sin que el emisor necesite saber la localización exacta o el número de teléfono del receptor, es difícil interceptar o rastrear una lechuza, y ellas pueden dejar paquetes tan grandes como escobas—. Si uno tiene acceso instantáneo a la magia, desarrollar tecnología moderna y ciencia en el mundo mágico sería innecesario. Sin embargo, un gran número de artefactos tecnológicos complejos existen, y la mayoría de estos artefactos existen en el mundo muggle. 
Desde cierta perspectiva, puede verse que la magia y la electricidad son equivalentes en sus respectivos mundos, pero el equipamiento electrónico no funciona en las áreas llenas de magia, como Hogwarts, y los artefactos muggle usados por magos (como cámaras y radios) pueden funcionar usando magia en vez de electricidad. Sin embargo, las veces que esto ocurre son pocas y extrañas; los magos raramente hacen uso de la tecnología muggle, ni se interesan mucho en hacerlo, aun cuando tal tecnología podría facilitar mucho sus vidas. 
Los magos de sangre pura están indignados por cómo funciona la tecnología muggle y la mayoría no se interesa en entenderla (con excepciones ocasionales, como el aficionado a los muggles Arthur Weasley, cuyo sueño más preciado es «averiguar cómo se mantiene a vuelo un avión»). Las clases de Estudios Muggles se ofrecen en Hogwarts para aquellos estudiantes con interés en ello. En varias ocasiones, Harry tiene que explicar el funcionamiento de la tecnología muggle habitual, como presentarle un teléfono al Sr. Weasley en la cámara secreta; al principio de el prisionero de Azkaban, Ron Weasley hace su primera llamada telefónica con desastrosos resultados para Harry. El mundo mágico tampoco ha adoptado formas muggle modernas de transferir información: en vez de bolígrafos, papel, lápices y computadores, los estudiantes de Hogwarts usan plumas sumergidas en tinta y pergamino para tomar notas y hacer su tarea. El dinero también es pasado de moda, cuando la Gran Bretaña muggle fue cambiada al sistema decimal en 1971, los magos británicos continuaron con su sistema de 17 Sickles de plata son iguales a un Galleon de oro, y 29 Knuts de bronce son iguales a un Sickle.
Varios aspectos del mundo mágico británico tienen equivalentes muggle. Por ejemplo, a los 17 años los magos pueden aprender a aparecerse, mientras los muggles pueden aprender a conducir. En el quinto y séptimo años de Hogwarts o la escuela secundaria muggle, se llevan a cabo exámenes externos.
Algunos aspectos de la cultura popular muggle también se reflejan en el mundo mágico como el rock, los pósteres, y los tabloides. Algunos jóvenes magos adoptan la cultura muggle de todo corazón: como la habitación de un Sirius Black adolescente estaba llena de imágenes fijas de chicas, motocicletas y bandas de rock muggles para rebelarse contra sus prejuiciosos padres que odiaban a los muggles. Parece que la música muggle es algo popular en el mundo mágico, ya que en Harry Potter y la Orden del Fénix se puede escuchar la música de The Ordinary Boys, una banda muggle, en el fondo de la sala común de Gryffindor. Los magos y brujas que son hijos de muggles, o mestizos (con un padre mago y otro muggle) encuentran más fácil (o aún habitual) integrarse a la sociedad muggle y asumir tendencias muggle ya que están predispuestos a que las modas muggles crezcan. El estudiante de Gryffindor Dean Thomas hace referencias frecuentes a los adornos de su parte del dormitorio con pósteres del West Ham United Football Club. Albus Dumbledore ha expresado interés en las formas de tejido y el bowling.

## Geografía
No hay una 'tierra mágica' separada en el universo Harry Potter. El mundo mágico no solo coexiste junto el mundo de los muggles, sino que también está dentro de él. Solo un asentamiento en Gran Bretaña, el pueblo de Hogsmeade, hospeda exclusivamente población mágica. La gran mayoría de los lugares para brujas y magos están integradas dentro de la vasta área no mágica. Los magos a menudo viven en pequeñas comunidades de varias familias dentro de los pueblos muggles como el valle de Godric en West Country (hogar de los Dumbledore y los Potter) o Tinworth en Cornualles. Las familias de magos como la Weasley, la Diggory, la Lovegood y la Fawcett viven cerca del pueblo muggle de Ottery St. Catchpole, en Devon. Varias casas de magos en los libros de Harry Potter se muestran como en las afueras de las ciudades, normalmente aisladas del resto de la ciudad.

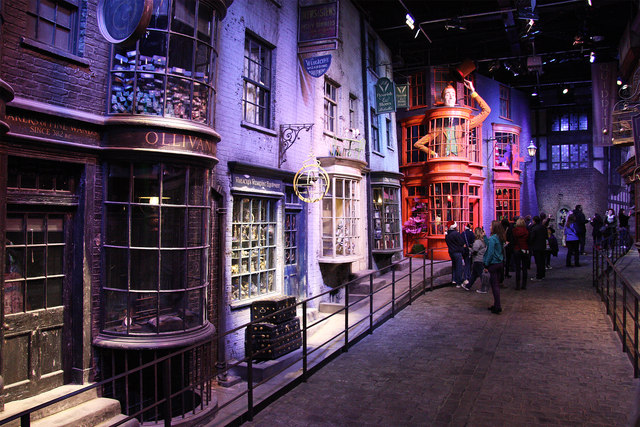
Callejón Diagon en los estudios Warner Brothers.

De igual modo, el callejón Diagon, la calle principal mágica, está en el centro de Londres, justo al lado de Charing Cross Road. Un tren llamado el Expreso de Hogwarts sale de la estación de King's Cross verdadera, aunque de la ficticia plataforma 9¾. Estos lugares están escondidos por una combinación de encantamientos repelentes de muggles, ilusiones, otras protecciones mágicas (por ejemplo, la Isla de Drear fuera de la costa de Escocia, el Estadio del Campeonato Mundial de Quidditch y la prisión mágica, Azkaban, son llamados ilocalizables, o imposibles de localizar en un mapa) y depende de la tendencia natural cotidiana que las personas sin magia ignoren todo lo que no puedan explicar o entender. Si un muggle está lo suficientemente cerca de Hogwarts como para notarla, solo verá unas ruinas abandonadas.
Aunque la sociedad mágica vive en su mayor parte directamente junto a muggles, la interacción entre las dos comunidades es a la vista inexistente desde que entró en vigencia el Estatuto Internacional del Secreto de los Brujos en 1692. Algunos magos están al tanto de la cultura muggle básica (por ejemplo, por regla general, los magos no entienden las costumbres de la vestimenta muggle). En las extrañas ocasiones donde puede ser necesario para un mago o bruja vestirse con ropa muggle, el resultado usualmente es cómico. 
Mientras la serie transcurre en Gran Bretaña, hay evidencia de que el mundo mágico se localiza a lo largo del mundo, como en Harry Potter y el cáliz de fuego, cuando se describe a varia gente en el Campeonato Mundial de Quidditch hablando en idiomas extranjeros, el número de magos irlandeses trabajando para el Ministerio y asistiendo a Hogwarts, así como las variadas nacionalidades asistiendo a Beauxbatons y Durmstrang sugieren que las fronteras del mundo mágico difieren de las divisiones geopolíticas del mundo muggle. También se sugiere en el prisionero de Azkaban que los magos jugaron un papel en la antigua historia egipcia, y posiblemente están tras varias maravillas históricas en el mundo moderno como las tumbas y pirámides egipcias.

## Gobierno y política
El Ministerio de Magia es el gobierno de la comunidad mágica de Gran Bretaña. El gobierno es mencionado por primera vez en la piedra filosofal. El Ministro de Magia, Cornelius Fudge, es el primer ministro que aparece en la cámara secreta. El cuartel general no se ve hasta la Orden del Fénix. Al avanzar la trama, el ministro se hace más corrupto y ciego a los sucesos en el mundo mágico, llegando al punto más bajo de corrupción durante el levantamiento de Voldemort.
Entre los Ministros de Magia conocidos se encuentran Millicent Bagnold (antes del comienzo de la serie), Cornelius Fudge, Rufus Scrimgeour, Pius Thicknesse (bajo el maleficio imperius controlado directamente por Voldemort) y Kingsley Shacklebolt (temporalmente, pero más tarde de manera permanente).

## Juegos y deportes

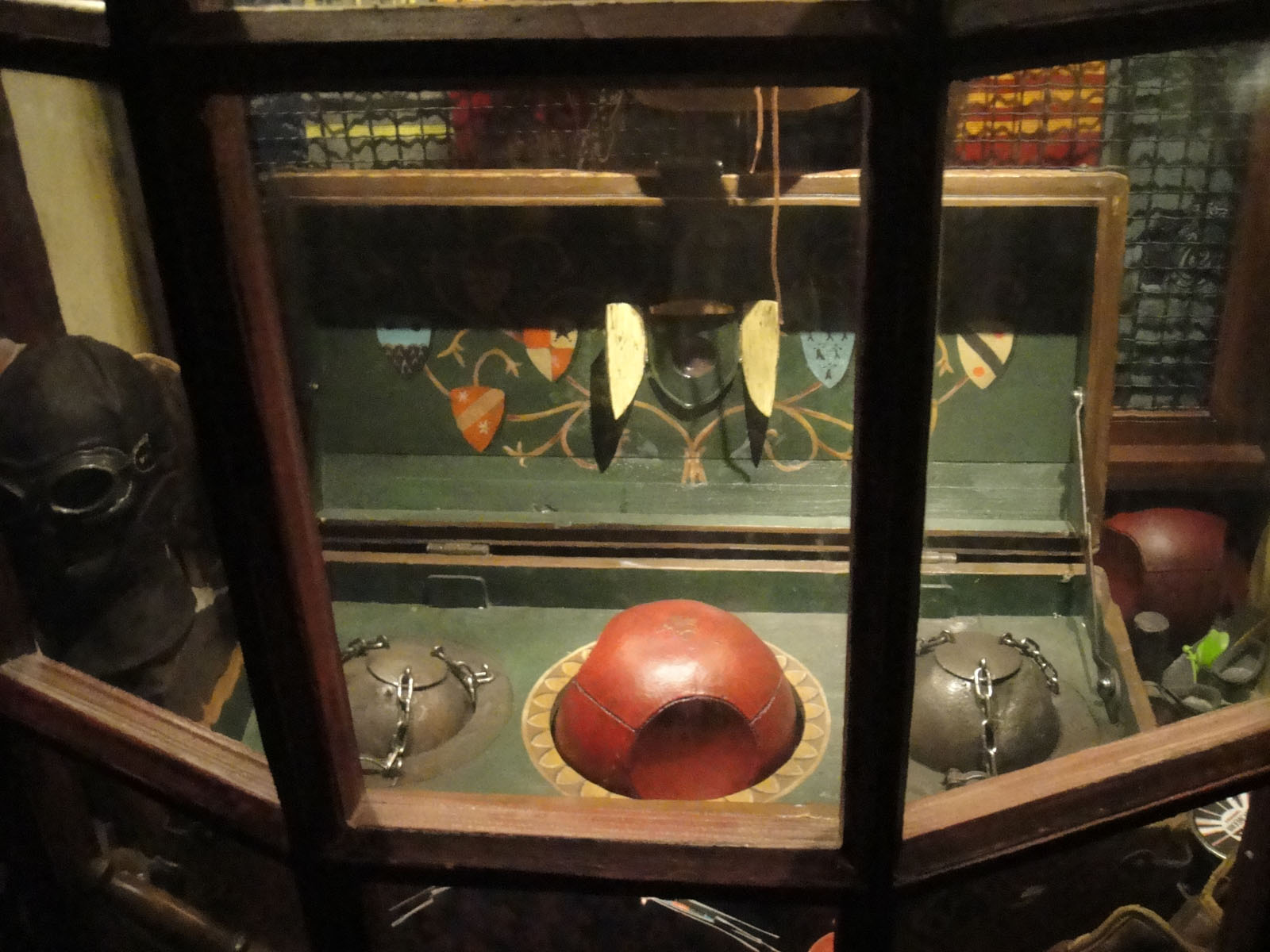
Equipamiento para el quidditch en The Wizarding World of Harry Potter en California.

Los deportes, especialmente el Quidditch, juegan un papel importante en el mundo mágico, y en la serie Harry Potter. El Quidditch es un deporte en equipo que se juega en el aire sobre escobas. Los magos de todo el mundo siguen fanáticamente de una manera similar a los muggles con el fútbol, y el Campeonato Mundial de Quidditch es un evento importante en el calendario de los magos.
Harry es un gran jugador en Hogwarts y varios de los libros de Harry Potter detallan esta actividad en el campo de Quidditch. Harry ha ayudado a llevar a Gryffindor a varias victorias. Harry es el buscador de su equipo, cuyo papel es tratar de encontrar y atrapar la snitch dorada. Hasta su graduación, Lee Jordan fue el comentarista de los partidos de Quidditch en Hogwarts. Contrastando con todos los libros anteriores, el Quidditch no aparece en el último libro.
Entre otros juegos y deportes de magos se encuentran el Gobstones (una versión de las canicas en el cual las piedras le arrojan un chorro de líquido maloliente en la cara al otro jugador cuando éste pierde un punto), el Snap Explosivo (un juego de cartas en donde estas explotan), y el ajedrez mágico (en el cual las piezas están vivas y bajo las órdenes del jugador). El mundo mágico también alberga un número de otros espectáculos deportivos para magos, como el Creaothceann (un juego con escobas de Escocia ahora prohibido en el cual los jugadores tratan de atrapar piedras con calderos atados a sus cabezas), el Quodpot (un juego popular en los Estados Unidos con una quaffle que explota) y las carreras de escobas.

## Periódicos y revistas

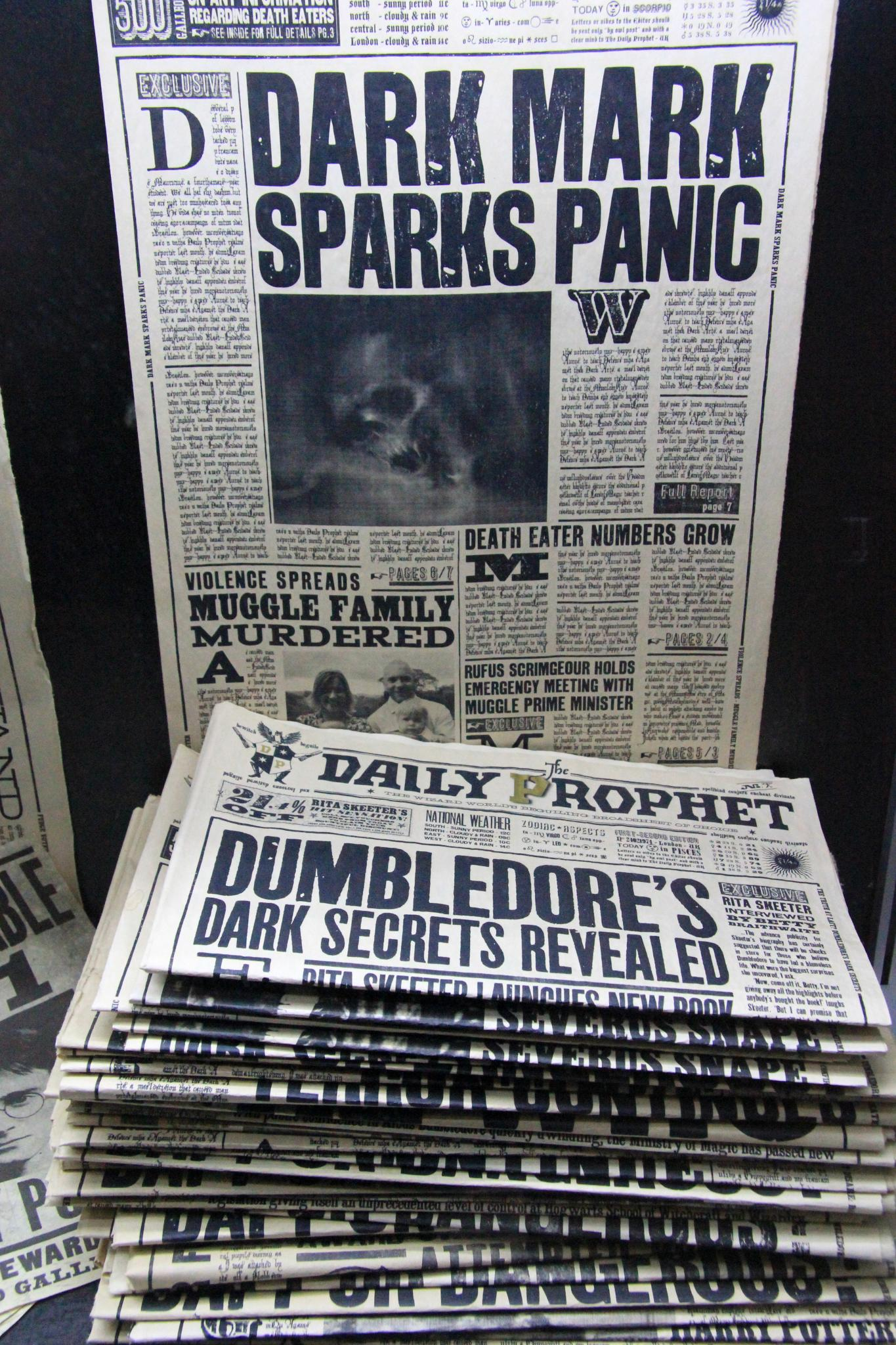
Periódicos del mundo mágico

### El Profeta
El Profeta es el periódico más leído en toda la comunidad mágica británica. Los artículos incluyen imágenes movedizas. Carece de integridad periodística; ha sido conocido por preocuparse más por las ventas que por la exactitud de los hechos y comúnmente es portavoz del Ministerio de Magia; según Rita Skeeter, «A El Profeta sólo le interesa vender.»
El Profeta permanece respetable en los primeros tres libros, pero en el cáliz de fuego, contrató a Rita Skeeter, una periodista sin escrúpulos que proporciona varios artículos emocionantes y descaradamente falsos. Entre ellos se encuentra un artículo que, mientras asegura correctamente que Hagrid es parte gigante, también hace numerosas acusaciones groseras sobre su carácter, y declara a Harry «trastornado y peligroso» basada en observaciones de Draco Malfoy. Cuando el ministro Fudge toma la postura de negar firmemente el regreso de Voldemort, El Profeta inicia una campaña de difamación contra Dumbledore y Harry, los defensores más influyentes de la perspectiva opuesta. Luego de que Fudge es forzado a admitir que Voldemort ha regresado, El Profeta cambia su postura de la noche a la mañana, llamando a Harry «la solitaria voz de la verdad». El periódico llega a comprarle a El Quisquilloso, la entrevista de Harry sobre el regreso de Voldemort y decir que es su exclusiva.
El editor de El Profeta es Barnabas Cuffe, un exalumno del profesor de Pociones Horace Slughorn. No está claro por cuánto tiempo ha sido el editor de El Profeta. De acuerdo con J. K. Rowling, en los eventos posteriores al final de la serie, Ginny Weasley se convierte en la corresponsal superior del Quidditch en El Profeta, luego de su retiro de las Arpías de Holyhead. El Profeta tiene una edición de tarde llamada El Profeta Vespertino, y una edición de fin de semana llamada El Profeta Dominical.
La página de noticias y eventos del sitio web de Harry Potter, de Warner Bros. ha sido nombrada luego del periódico.

### El Quisquilloso
El Quisquilloso es una revista mencionada por primera vez en la Orden del Fénix.
El editor de la revista es Xenophilius Lovegood. Los pilares de El Quisquilloso son las teorías conspirativas y la criptozoología. Los artículos en El Quisquilloso demandaban que Fudge hacía pasteles de duendes, y que usaba el Departamento de Misterios para realizar pociones terribles, que supuestamente usaba en las personas que no acordaban con él, y que tenía un ejército secreto de espíritus de fuego llamados 'heliópatas'. Se mencionan numerosas bestias (probablemente imaginarias) en El Quisquilloso, como snorkacks de cuernos arrugados (que supuestamente viven en Suecia y no pueden volar), los blibbers maravillosos y los nargles (que supuestamente infestan el muérdago).
En la Orden del Fénix, Hermione chantajea a Rita Skeeter para que escriba un artículo sobre el encuentro de Harry con Voldemort. La entrevista es publicada por Xenophilius, que más tarde se la vende a El Profeta por un buen precio (lo suficiente como para financiar una expedición a Suecia para buscar snorkacks de cuernos arrugados). En las Reliquias de la Muerte, Xenophilius sigue apoyando a Harry en su revista hasta que su hija, Luna Lovegood, es secuestrada para callarlo. Harry, Ron y Hermione visitan a Xenophilius por información, pero descubren que el último número de la revista tiene una historia en contra de Harry en la tapa. Luego de la derrota de Voldemort, El Quisquilloso regresa a su condición de demencia avanzada y se hace popular, todavía siendo apreciada por su humor no intencional.

### Otras revistas
- El mundo de la escoba: una revista sobre escobas. Harry echa un vistazo en la revista cuando busca una escoba de reemplazo en su tercer año, y se insinúa que Sirius la usa para comprar el regalo de Navidad de Harry, una Saeta de Fuego. Ron menciona la revista cuando luce su nueva Barredora, como hace Lee Jordan en el el prisionero de Azkaban.
- Corazón de bruja: una revista para brujas, del estilo de Woman's Weekly. Rita menciona que publicó entrevistas para esta revista. Corazón de bruja es mencionada por primera vez en el segundo libro de la serie, la cámara secreta, ya que Gilderoy Lockhart había ganado el premio a la sonrisa más encantadora cinco veces seguidas, y otra vez en el cáliz de fuego, ya que Rita Skeeter había escrito una historia para la revista.
- La transformación moderna: una hoja periódica para el estudio avanzado de Transformaciones. Los magos estudiosos, como Albus Dumbledore, son sus contribuyentes y lectores.
- Desafíos en encantamientos
- El elaborador de pociones práctico

## Pureza de sangre
La antigua separación entre los mundos mágico y muggle en el universo Harry Potter ha llevado a varios magos a recomendar mantenerlos separados. A su vez, este criterio ha llevado a una minoría de magos que ven a los muggles (y a los magos de padres muggles) como no confiables, tontos o, en casos extremos, racialmente inferiores. La práctica común del matrimonio entre muggles y magos es considerada por tales extremistas como mestizaje, y en su lugar prefieren mantener la llamada pureza de sangre. Esto fue parte de la ideología de lord Voldemort, y la familia Black desheredaba a cualquiera que se casara con un mestizo o un muggle. Sin embargo, en Harry Potter y la cámara secreta, Hagrid dice que hay muy pocos magos que en realidad sean sangre pura.

### Sangre pura
Sangre pura o sangre limpia es el término aplicado a brujas y magos sin ningún ancestro muggle, nacido de muggles o mestizo. Aunque técnicamente los sangre pura no tienen ancestros muggles, la pequeña población mágica dice que los 'verdaderos' sangre pura son extraños o incluso inexistentes, la mayoría de ellos ignorando o rechazando a los pocos muggles en su familia. Entre las familias de sangre pura conocidas se encuentran los Black, los Lestrange, los Crouch, los Fudge, los Gaunt, (aunque esa línea desapareció antes del comienzo del primer libro), los Longbottom, los Malfoy y los Weasley. Para mantener su pureza de sangre, las familias supremacistas han sido conocidas por practicar la endogamia casándose con sus primos, resultando en inestabilidad mental y naturaleza violenta. Los Gaunt mostraban ambas tendencias para el momento del sexto libro con la excepción de Merope, el último miembro femenino de la línea.
Los sangre pura supremacistas creen que la pureza de sangre mide la habilidad mágica de un mago —a pesar de los ejemplos de brujas nacidas de muggles muy habilidosas como Hermione Granger y Lily Evans, y sangre pura menos habilidosos como Neville Longbottom— y que los muggles son repudiables, al no tener magia en ellos. Los supremacistas aplican el término 'traidor a la sangre' para los sangre pura que no albergan ningún prejuicio contra los que no tienen sangre pura (disfrutando su presencia y relacionándose con ellos).
Los magos hostiles en los libros de Harry Potter sin casi todos supremacistas, mientras Harry y sus amigos están en desacuerdo con esta ideología. Rowling muestra varios paralelismos entre los sangre pura supremacistas y la ideología nazi en Harry Potter y las Reliquias de la Muerte (la creencia de que los sangre pura tienen el derecho de someter al mundo muggle y considerarse la 'raza superior', al requerir las leyes que los nacidos de muggles se registren en el Ministerio de Magia, reunir indeseables, etc.).
No todos los sangre pura son partidarios de la supremacía de los sangre pura: los Weasley, los Potter y los Longbottom son viejas familias sangre pura, pero no son miembros conocidos de aquellas familias simpatizantes de los propósitos supremacistas. La familia Black, tradicionalmente sangre pura supremacistas, también parecen haber producido una o dos 'ovejas negras' en cada generación, como Sirius y Andrómeda —la hermana de Bellatrix y Narcisa que se casó con el nacido de muggles Ted Tonks—.
Varios magos cuestionan por completo la noción de la pureza de sangre. En Los cuentos de Beedle el Bardo, Dumbledore afirma que la tan alardeada pureza de sangre no existe, y es solo una ficción mantenida por los engaños de los magos supremacistas.

#### La familia Black

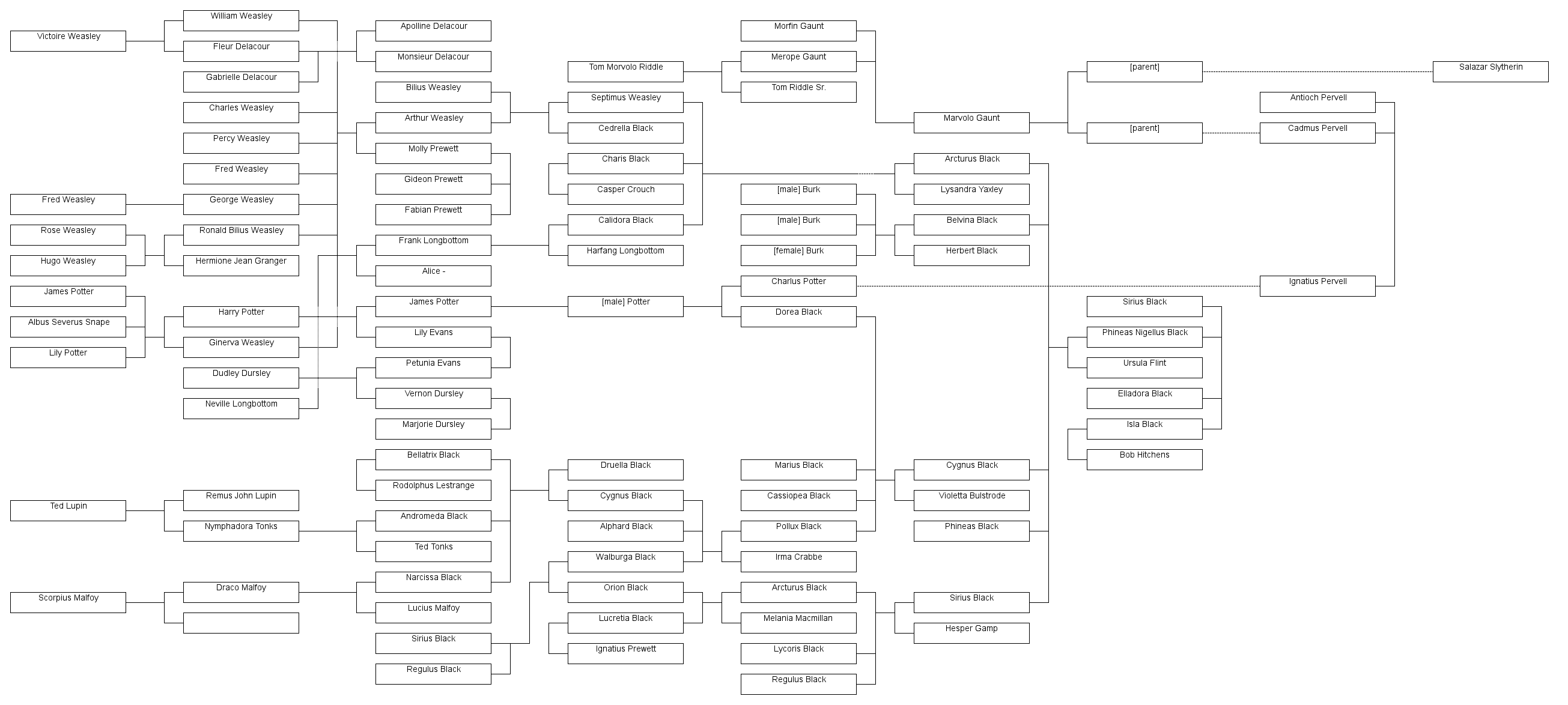
Árbol genealógico de la familia Black

Lá mayoría de los miembros de la noble y ancestral casa de los Black eran partidarios de la pureza de sangre, y varios estaban involucrados en las Artes Oscuras (por ejemplo, el hermano de Sirius Regulus era un mortífago). La casa de la familia Black, en el número doce de Grimmauld Place, contiene varios artefactos de origen dudoso y/o poderes peligrosos. El lema de la familia, Toujours Pur, es el francés para siempre puros, ya que la familia Black era uno de los pocos linajes restantes de sangre completamente pura. Como se muestra en su árbol genealógico, los Black se casaban con varias otras familias de sangre pura, y a veces incluso practicaban la endogamia para preservar brujas y magos de sangre pura. Debido a esto, se notaba que la mayoría de las familias de sangre pura restantes están emparentadas. Al parecer, los Black están emparentados a todas las demás familias. 
Varias de las últimas generaciones de los Black remontan su ascendencia a Phineas Nigellus Black y Ursula Flint. Los Black creían en la idea de Voldemort de «purificar la raza de los magos», pero varios, como los padres de Sirius, se abstenían de soportarlo abiertamente una vez que vieron lo que pretendía hacer por poder. Aunque varios miembros vivos de la familia aparecen a lo largo de la serie, todos son mujeres y están casadas con otras familias (como Narcisa Malfoy y Bellatrix Lestrange), descendientes por parte materna de la familia Black (Draco Malfoy) o descendientes de miembros de la familia rechazados (como Andrómeda y Nymphadora Tonks), y ninguno tiene el apellido Black. En 1996, el último poseedor sobreviviente conocido del nombre de la familia, Sirius, fue asesinado por su prima Bellatrix Lestrange (apellido de soltera Black) en Harry Potter y la Orden del Fénix.
El árbol genealógico es descrito en el quinto libro, pero llegó más directamente a la atención del público en enero de 2006 cuando la autora donó una versión dibujada a mano de una subasta para caridad de Book Aid International. El árbol causó un revuelo considerable entre los fanes ya que proporcionó nueva información sobre elementos de la trama de la serie entre la publicación de los sexto y séptimo libros. Fue finalmente comprado por £30,000 por cuenta del actor Daniel Radcliffe, que interpreta a Harry Potter en la serie de películas.

### Mestizos
El término mestizo se refiere a aquellos magos y brujas que tienen tanto ancestros muggles como magos en sus árboles genealógicos. Los mestizos son la sangre mágica más común, excediendo por mucho en número a los sangre pura y los nacidos de muggles. Rowling dijo que de los alumnos que entran a Hogwarts cada año, la mitad son mestizos. Los sangre pura supremacistas ven a los mestizos como inferiores a ellos, aunque superiores a los muggles y nacidos de muggles.
Voldemort es un mestizo ya que su padre era un muggle y su madre, una sangre pura. Severus Snape también es mestizo (él se apodó a sí mismo 'el príncipe mestizo'), ya que su padre, Tobias Snape, era un muggle, además el protagonista Harry Potter también es mestizo, ya que su madre, Lily Evans era hija de padres muggles.

### Hijos de muggles
Hijo de muggles o nacido de muggles es el término aplicado a los mago y bruja que vienen de familias no mágicas. De acuerdo con Rowling, la entrada anual de hijos de muggles a Hogwarts es del 25%.
Los supremacistas normalmente creen que los hijos de muggles son deficientes en cuanto a la magia, a pesar de los ejemplos que muestran lo contrario, como Hermione Granger y Lily Evans, que son excepcionalmente talentosas en la magia.
Los sangre pura supremacistas se refieren a los hijos de muggles con el ofensivo término despectivo sangre sucia o sangre impura. Hagrid quedó indignado al enterarse de que Draco Malfoy se refirió a Hermione con dicho término para insultarla y provocarla, ya que el insulto nunca es usado en las conversaciones decentes. Hermione decidió reclamar y usar el término sangre impura con orgullo en vez de vergüenza en un esfuerzo de apaciguar su peso como insulto.
Durante el dominio de Voldemort, se requería legalmente que los hijos de muggles se registren en la Comisión de Registro de Hijos de Muggles. Durante este período, el Departamento de Misterios 'descubrió' que los hijos de muggles adquirían su magia 'robándoles' la magia y la varita a magos reales. Otros magos y brujas rechazaron este concepto, como Ron Weasley, que se pregunta cómo es aún posible robar magia. Luego de la caída del régimen, Dolores Umbridge (jefa de la Comisión) y los partidarios de esta ideología son encarcelados por crímenes contra los hijos de muggles.

### Squibs
Squib es el término aplicado a un niño cuyos padres son magos, pero que no desarrolla habilidades mágicas. Son considerados opuestos a los nacidos de muggles. Los squibs son muy poco comunes, los únicos squibs conocidos como tales en los libros son Argus Filch, Arabella Figg y el primo segundo de Molly Weasley, que era un contable. El Ministro no requiere que estén registrados como parte de la comunidad mágica. Los squibs comparten algunas cosas con los magos, y están al tanto y comprenden el mundo mágico. También pueden ver Hogwarts, lo que los muggles ordinarios no pueden. Sin embargo, de acuerdo con la tía de Ron, Muriel, la costumbre con los squibs es enviarlos a escuelas muggles y los alientan a integrarse al mundo muggle, lo que es 'mucho más amable' que mantenerlos en el mundo mágico cuando siempre serán 'de segunda clase'. En contraste a la mayoría de la aceptación y aún el respeto a los muggles y nacidos de muggles por parte del mundo mágico, normalmente se considera embarazoso tener un squib en la familia. Rowling dijo que los nacidos de muggles descienden de squibs que se casaron con muggles; el gen mágico reaparece luego de varias generaciones inesperadamente.

### Especies mixtas
Algunos magos son producto de uniones entre humanos y criaturas mágicas de intelecto humano o semi-humano, como Fleur Delacour y su hermana Gabrielle (ambas un cuarto veela), el profesor Flitwick (un cuarto duende) y Hagrid (semigigante). En el lenguaje de los magos, una criatura con inteligencia humana —entre ellas las personas— es llamada un 'ser'. Entre los seres conocidos capaces de reproducirse se encuentran los duendes, gigantes y las veelas. Ellos también son llamados mestizos, aunque de un modo despectivo por parte de los magos prejuiciosos (como Dolores Umbridge), para referirse a magos de especie mixta y hombres lobo, u otros seres como los elfos domésticos, la gente del agua y los centauros (que son especies separadas) debido a sus apariencias parte humana y parte bestia y su 'intelecto semi-humano'. Los centauros y la gente del agua dentro de la serie prefieren estar entre ellos, con poca o nula interacción con humanos.

## Relaciones

### Con el mundo muggle

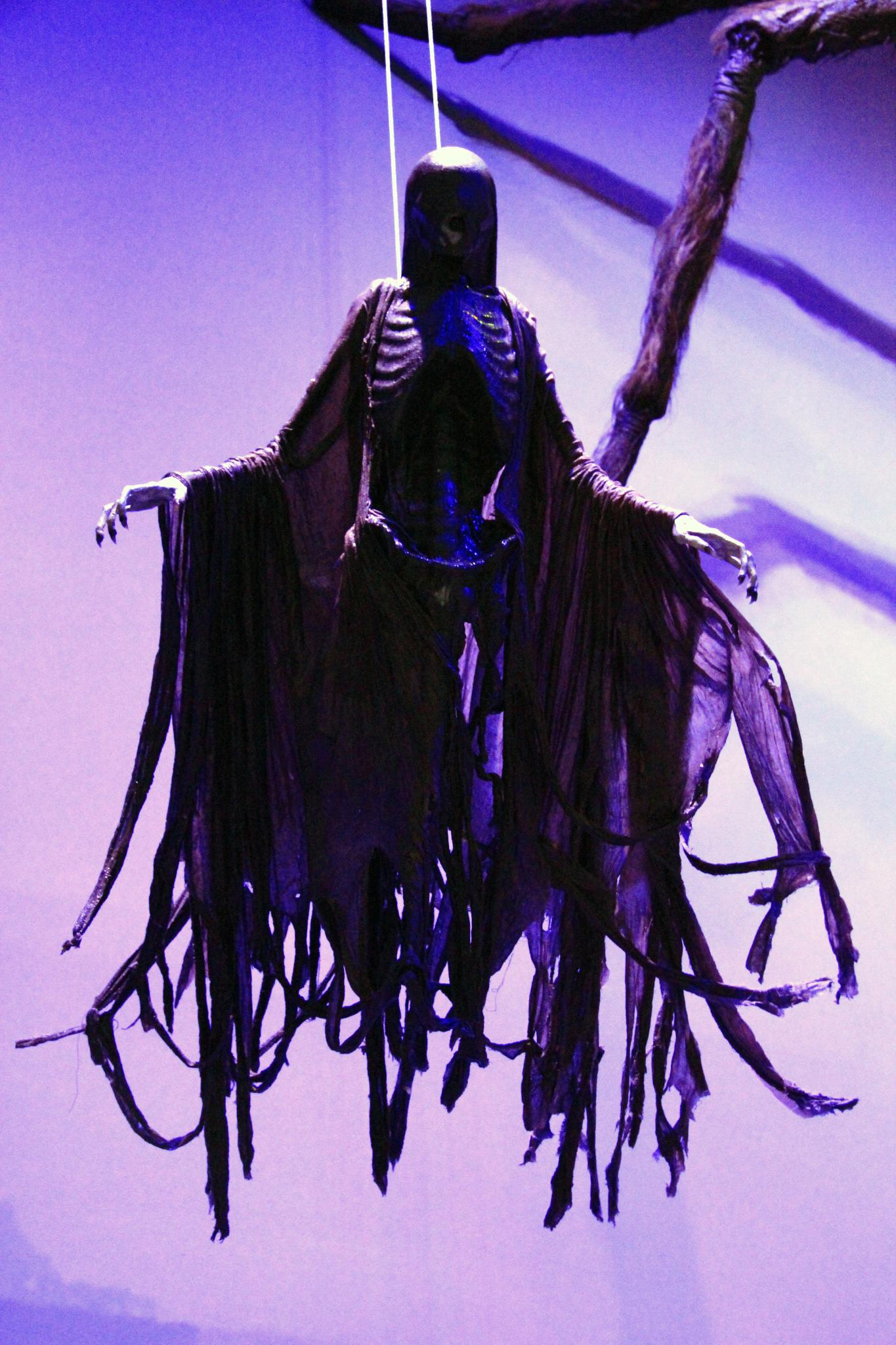
Dementor. Exposición en los estudios de Londres de Warner Bros.

Los muggles son, en su mayor parte, ajenos al mundo mágico, una situación considerada preferible por los magos. La mayoría de las cosas de naturaleza mágica están escondidas o de otro modo ocultas de los muggles; otros (como los Dementores o los fantasmas) simplemente no pueden ser vistos por ellos, aunque los muggles sí experimentan la misma depresión, sensación de oscuridad manifiesta y desesperación que los magos sienten al estar cerca de un Dementor. Se comenta que los muggles generalmente suelen escapar de lo que no pueden explicar. De igual modo, para varios magos, varios aspectos funcionales del mundo muggle son rara vez vistos y misteriosos. Los intentos de los magos de disfrazarse como muggles, como cuando tienen que aventurarse hacia las calles muggles, normalmente tiene resultados cómicos. La mala pronunciación de términos muggles comunes como 'felétono', 'pomeros', 'armas de juguete' o 'polesías' en vez de 'teléfono', 'plomeros', 'armas de fuego' y 'policías', respectivamente, es un chiste recurrente en la serie.
Estudios Muggles es una asignatura opcional en Hogwarts. Sin embargo, mientras algunas profesiones la requieren, para otros es normalmente considerada una 'opción fácil'.
Las únicas relaciones oficiales descritas con el mundo muggle son entre el ministro de Magia y el primer ministro muggle. En el misterio del príncipe se revela que el ministro de Magia se presenta de manera privada a cada primer ministro nuevo. Hay un retrato mágico en la oficina del primer ministro que le notifica de tales visitas, y una chimenea que está conectada a la red flu. El Ministro de Magia Cornelius Fudge informó al primer ministro del escape de Sirius Black. Fudge también le informó al primer ministro que los varios problemas a los que se enfrentaba estaban arraigados en la guerra contra Voldemort, y que su nuevo secretario Kingsley Shacklebolt era un Auror.
La medida exacta en la que el secreto y aislamiento del mundo mágico se mantiene varía. Se hacen varias referencias al Ministerio de Magia realizando embrujos desmemorizantes para mantener el secreto; sin embargo, se muestra que algunos muggles están al tanto de la existencia del mundo mágico. Los padres de Hermione son muggles, pero han visto el Callejón Diagon. Ellos están del todo al tanto de que la magia existe, pero le prohibieron a Hermione usar la magia para arreglar sus dientes (como dentistas, sintieron que estaba haciendo trampa). Los Dursley también están al tanto del mundo mágico; Petunia Dursley indica que ella aprendió de él cuando su hermana, Lily, fue aceptada en Hogwarts. Aparentemente, ella compartió esta información con su esposo, quien demuestra despreciar el mundo mágico aún antes de que Harry aparezca en su puerta. No hay nada que indique que Dudley esté al tanto de esto hasta que a Harry se le habla de Hogwarts.
Junto con las familias de magos nacidos de muggles, hay matrimonios mixtos. Seamus Finnigan informa que su madre era una bruja que no le contó de eso a su esposo muggle hasta su casamiento.
También hay algunas relaciones financieras no especificadas entre ambos mundos, ya que es posible cambiar dinero muggle por dinero mágico, y se muestra a los padres de Hermione haciéndolo en el segundo libro.

### Internamente
Ya que la capacidad más importante de una persona —la aptitud mágica— no depende del género, la igualdad de género está altamente avanzada en el mundo mágico y la 'batalla de los sexos' nunca fue un problema (por ejemplo, los equipos de Quidditch tienen jugadores tanto varones como mujeres, excepto por un ejemplo conocido, las Arpías de Holyhead, que son un equipo completamente femenino).
El ejemplo más obvio de prejuicio mágico es un desdén muy antiguo, incluso un odio genocida, hacia los muggles y los magos de padres muggles (nacidos de muggles y mestizos) entre ciertos magos. Esto ha llevado a una filosofía eugenésica entre algunas de las familias de magos más antiguas, llevando a una práctica de endogamia de 'sangre pura' que ha expuesto a varios de ellos (como a la familia Gaunt) a los riesgos de la inestabilidad mental.
Entre otras tensiones internas se encuentran la esclavitud de los elfos domésticos y la sospecha o el desprecio de algunas especies de intelecto semi-humano ('seres' en el lenguaje de lo magos). Voldemort y sus aliados frecuentemente explotan estas divisiones para sumar criaturas mágicas no humanas, particularmete hombres lobo y gigantes, a su causa.

### Internacionalmente
Los gobiernos mágicos del mundos pertenecen a cierto grado unido en la Confederación Internacional de Magos. Esta organización tiene muchas responsabilidades, en su mayoría para imponer el Estatuto Internacional del Secreto de los Brujos.
Hay una referencia al Departamento de Cooperación Mágica Internacional en el Ministerio de Magia y a varios organismos internacionales como el Organismo Internacional de Normas de Instrucción Mágica, la Oficina Internacional de Ley Mágica, la Confederación Internacional de Magos y la Asociación Internacional de Quidditch.
Como se nota en la descripción del Campeonato Mundial de Quidditch en el cáliz de fuego, los magos irlandeses y búlgaros (y probablemente, también aquellos de otros países) sienten un fuerte orgullo nacional e intensamente ansiosos de que su país gane —aún aunque los muggles irlandeses y búlgaros, que forman la mayoría de la población en ambos países, no están al tanto de que el Campeonato se está realizando—.
Los libros no se refieren al grado al que las guerras y tensiones entre los gobiernos muggles (por ejemplo, las Guerras Mundiales y la Guerra Fría) influencian las relaciones entre los respectivos gobiernos mágicos. Sin embargo, Rowling implicó fuertemente que el ascenso del mago tenebroso Gellert Grindelwald y su derrota en 1945 estuvieron relacionadas con el ascenso y la caída del Tercer Reich.

## Transporte

### Aparición
Los magos y las brujas normalmente se aparecen en sus destinos, lo que es muy similar a la teletransportación. Es bastante difícil aparecerse; está prohibido para aquellos magos y brujas menores de edad. Hay varios ejemplos de intentos fallidos de aparición hechos por personas que no han pasado su examen de aparición, que es como el examen de conducir para los muggles. Si no se aparece correctamente, una persona puede perder una parte del cuerpo en el proceso. A la pérdida de una parte corporal al aparecerse se le llama despartición. En las Reliquias de la Muerte, Ron se desparte luego de ser agarrado por Yaxley, un mortífago. Hermione lo cura con un líquido —esencia de díctamo— que llevaba en su bolsa, un proceso que tomó varios días.

### Objetos de transporte

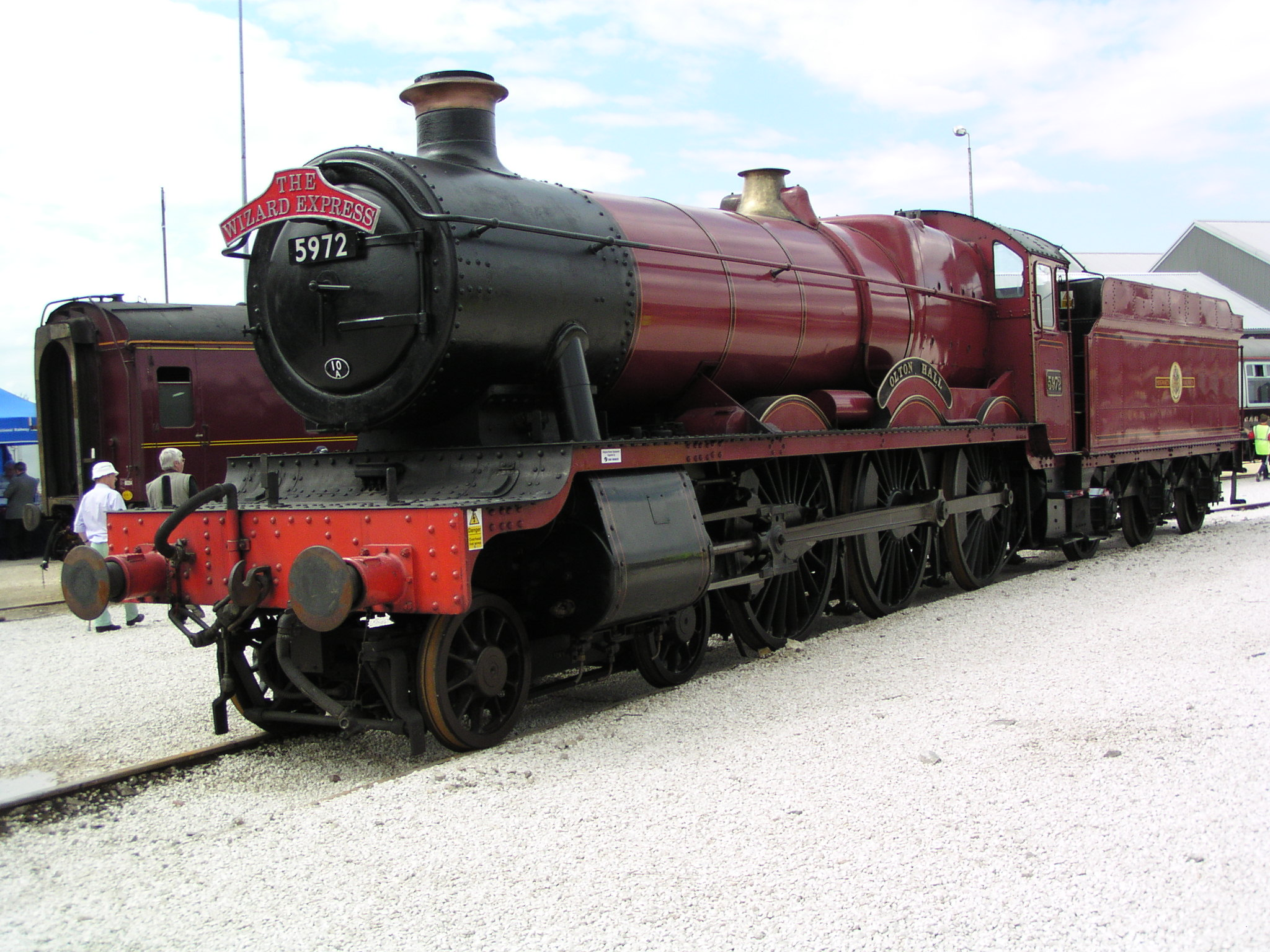
El GWR 4900 Class 5972 Olton Hall, la máquina a vapor usada en la serie de películas como el Expreso de Hogwarts.

Los personajes de la serie hacen uso de varios dispositivos y artefactos mágicos para transportarse dentro del mundo mágico y hacia el mundo muggle. Entre los objetos más comunes se encuentran las escobas, los polvos flu, los trasladores, el autobús noctámbulo y el Expreso de Hogwarts. Algunos personajes han sido conocidos por encantar vehículos muggles para que tengan características mágicas, como el Ford Anglia de Arthur Weasley y la motocicleta voladora de Sirius Black.

### Thestrals
Los thestrals son caballos alados esqueléticos de color negro, que solo pueden ser vistos por aquellos que han visto la muerte personalmente. Tiran de los carruajes de Hogwarts y también pueden ser domesticados y montados. Este método de transporte fue usado en la Orden del Fénix, cuando los miembros del Ejército de Dumbledore necesitaban ir al Ministerio de Magia a rescatar a Sirius Black, y también es usado cuando Harry es transportado desde la casa de los Dursley a la Madriguera en las Reliquias de la Muerte.

## Filmografía
- Columbus, Chris (2001). Harry Potter y la piedra filosofal. Warner Bros.
- ——————— (2002). Harry Potter y la cámara secreta. Warner Bros.
- Cuarón, Alfonso (2004). Harry Potter y el prisionero de Azkaban. Warner Bros.
- Newell, Mike (2005). Harry Potter y el cáliz de fuego. Warner Bros.
- Yates, David (2007). Harry Potter y la Orden del Fénix. Warner Bros.
- ————— (2009). Harry Potter y el misterio del príncipe. Warner Bros.
- ————— (2010). Harry Potter y las Reliquias de la Muerte: parte 1. Warner Bros.
- ————— (2011). Harry Potter y las Reliquias de la Muerte: parte 2. Warner Bros.

## Nota
1. ↑  Lord Voldemort mismo es partidario de los sangre pura, a pesar de él mismo ser un mestizo, lo que muestra un paralelismo con Hitler, que en realidad no pertenecía a su raza aria.[24][25]